# 保羅·里維爾
保羅·里維爾（英語：Paul Revere；/rɪˈvɪər/，1735年1月1日—1818年5月10日）是美國马萨诸塞州波士頓銀匠、實業家，也是美國獨立戰爭時期的一名愛國者。保羅·里維爾是位傑出的軍人，他協助組建一個對英軍的情報與警報系統。他最著名的事蹟是在列克星敦和康科德战役前夜警告民軍方面，英軍即將來襲。美國詩人亨利·沃茲沃思·朗費羅於1861年發表詩作《保羅·里維爾騎馬來》，對此事件進行了戲劇化的詮釋。
1775年4月18日晚間，里維爾請马萨諸塞灣省老北教堂的司事罗伯特·紐曼（Robert Newman）和民軍上尉約翰·普林（John Pulling）各帶一盞燈上到小北教堂的尖頂懸掛，因為他和河口對岸的查爾斯頓的民軍約好：「掛一盞是陸軍，掛兩盞是海軍（One if by land, two if by sea）。」用以警示英軍出動收繳民軍武器的行動方式。掛燈後里維爾和其他民兵也快馬趕往更遠的列克星敦跟當地同志親自報信，另一批人則快馬前往康科特報信。
里維爾稍後擔任马萨諸塞民兵軍官，直到佩那保斯凯特远征後，才解甲歸田。這場戰役後，里維爾重拾他的銀匠與鑄造生意，並將利潤投注在鑄鐵、鑄銅鈴、鑄炮與鍛造銅螺絲、長釘上，生意相當成功。最後，在1800年他成為美國第一位成功製作銅片作為軍艦防護板的人。

## 外部連結
- Chisholm, Hugh (编). .  (第11版). London: Cambridge University Press. 1911.
- 保羅·列維爾遺產項目 （页面存档备份，存于）
- 保羅·列維爾故居（页面存档备份，存于）